# Korea Północna na Zimowych Igrzyskach Olimpijskich 1992
Koreę Północną na Zimowych Igrzyskach Olimpijskich 1992 reprezentowało 20 zawodników: dziewięciu mężczyzn i jedenaście kobiet. Był to piąty start reprezentacji Korei Północnej na zimowych igrzyskach olimpijskich.

## Medaliści
| Medal | Imię i nazwisko | Dyscyplina  | Konkurencja               |
| ----- | --------------- | ----------- | ------------------------- |
|       | Hwang Ok-sil    | Short track | Bieg na 500 metrów kobiet |

## Skład reprezentacji

### Narciarstwo alpejskie
Mężczyźni
| Zawodnik       | Konkurencja   | Wyścig 1 | Wyścig 2 | Łącznie | Łącznie |
| Zawodnik       | Konkurencja   | Czas     | Czas     | Czas    | Miejsce |
| -------------- | ------------- | -------- | -------- | ------- | ------- |
| Kim Chol-ryong | Slalom gigant | 1:23.24  | 1:22.02  | 2:45.26 | 67      |

Kobiety
| Zawodniczka | Konkurencja   | Wyścig 1     | Wyścig 2 | Łącznie      | Łącznie |
| Zawodniczka | Konkurencja   | Czas         | Czas     | Czas         | Miejsce |
| ----------- | ------------- | ------------ | -------- | ------------ | ------- |
| Choi Mi-ok  | Slalom gigant | Nie ukończył | –        | Nie ukończył | –       |
| Choi Mi-ok  | Slalom        | 1:09.00      | 1:02.05  | 2:11.05      | 38      |

### Biegi narciarskie
Mężczyźni
| Konkurencja                           | Zawodnik       | Wyścig    | Wyścig  |
| Konkurencja                           | Zawodnik       | Czas      | Miejsce |
| ------------------------------------- | -------------- | --------- | ------- |
| Bieg na 10 km stylem klasycznym       | Son Chol-u     | 36:08.6   | 89      |
| Bieg na 10 km stylem klasycznym       | Chang Song-rok | 34:34.9   | 78      |
| Bieg łączony na 15 km stylem dowolnym | Chang Song-rok | 52:43.4   | 76      |
| Bieg łączony na 15 km stylem dowolnym | Son Chol-u     | 52:35.5   | 73      |
| Bieg na 30 km stylem klasycznym       | Son Chol-u     | 1'43:14.9 | 75      |
| Bieg na 30 km stylem klasycznym       | Chang Song-rok | 1'42:23.4 | 72      |

Kobiety
| Konkurencja                           | Zawodniczka  | Wyścig  | Wyścig  |
| Konkurencja                           | Zawodniczka  | Czas    | Miejsce |
| ------------------------------------- | ------------ | ------- | ------- |
| Bieg na 5 km stylem klasycznym        | Li Gyong-ae  | 18:54.1 | 61      |
| Bieg na 5 km stylem klasycznym        | Li Gyong-hui | 16:26.7 | 51      |
| Bieg łączony na 10 km stylem dowolnym | Li Gyong-hui | 33:58.8 | 53      |
| Bieg na 15 km stylem klasycznym       | Li Gyong-hui | 47:10.5 | 30      |

### Łyżwiarstwo figurowe
Mężczyźni
| Zawodnik  | Konkurencja | SP | FS           | TFP          | Miejsce |
| --------- | ----------- | -- | ------------ | ------------ | ------- |
| Li Su-min | Soliści     | 28 | Nie ukończył | Nie ukończył | –       |

Kobiety
| Zawodniczka | Konkurencja | SP | FS            | TFP           | Miejsce |
| ----------- | ----------- | -- | ------------- | ------------- | ------- |
| Li Gyong-ok | Solistki    | 27 | Nie ukończyła | Nie ukończyła | –       |

Pary
| Zawodnicy              | Konkurencja   | SP | FS | TFP  | Miejsce |
| ---------------------- | ------------- | -- | -- | ---- | ------- |
| Ko Ok-ran Kim Gwang-ho | Para taneczna | 18 | 18 | 27.0 | 18      |

Taniec na lodzie
| Zawodnicy               | Konkurencja      | CD1 | CD2 | OD | FD | TFP  | Miejsce |
| ----------------------- | ---------------- | --- | --- | -- | -- | ---- | ------- |
| Ryu Gwang-ho Pak Un-sil | Taniec na lodzie | 19  | 19  | 19 | 19 | 38.0 | 19      |

### Short track
Mężczyźni
| Zawodnik  | Konkurencja    | Runda 1           | Runda 1 | Ćwierćfinał            | Ćwierćfinał            | Półfinał               | Półfinał               | Finał                  | Finał                  |
| Zawodnik  | Konkurencja    | Czas              | Miejsce | Czas                   | Miejsce                | Czas                   | Miejsce                | Czas                   | Finałowe miejsce       |
| --------- | -------------- | ----------------- | ------- | ---------------------- | ---------------------- | ---------------------- | ---------------------- | ---------------------- | ---------------------- |
| Li Won-ho | Bieg na 1000 m | Zdyskwalifikowany | –       | Nie zakwalifikował się | Nie zakwalifikował się | Nie zakwalifikował się | Nie zakwalifikował się | Nie zakwalifikował się | Nie zakwalifikował się |

Kobiety
| Zawodniczka  | Konkurencja | Runda 1 | Runda 1 | Ćwierćfinał             | Ćwierćfinał             | Półfinał                | Półfinał                | Finał                   | Finał                   |
| Zawodniczka  | Konkurencja | Czas    | Miejsce | Czas                    | Miejsce                 | Czas                    | Miejsce                 | Czas                    | Finałowe miejsce        |
| ------------ | ----------- | ------- | ------- | ----------------------- | ----------------------- | ----------------------- | ----------------------- | ----------------------- | ----------------------- |
| Hwang Ok-sil | Bieg 500 m  | 48.70   | 1 Q     | 47.95                   | 2 Q                     | 47.74                   | 1 QA                    | 47.23                   |                         |
| Kim Chun-hwa | Bieg 500 m  | 49.10   | 3       | Nie zakwalifikowała się | Nie zakwalifikowała się | Nie zakwalifikowała się | Nie zakwalifikowała się | Nie zakwalifikowała się | Nie zakwalifikowała się |

### Łyżwiarstwo szybkie
Mężczyźni
| Konkurencja    | Zawodnik     | Wyścig  | Wyścig  |
| Konkurencja    | Zawodnik     | Czas    | Miejsce |
| -------------- | ------------ | ------- | ------- |
| Bieg na 500 m  | Choi In-chol | 39.59   | 35      |
| Bieg na 500 m  | Li Yong-chol | 38.38   | 24      |
| Bieg na 1000 m | Li Yong-chol | 1:18.17 | 37      |
| Bieg na 1000 m | Choi In-chol | 1:16.50 | 18      |
| Bieg na 1500 m | Choi In-chol | 2:00.36 | 27      |

Kobiety
| Konkurencja    | Zawodniczka     | Wyścig  | Wyścig  |
| Konkurencja    | Zawodniczka     | Czas    | Miejsce |
| -------------- | --------------- | ------- | ------- |
| Bieg na 500 m  | Kim Chun-wol    | 42.47   | 28      |
| Bieg na 500 m  | Chong Chang-suk | 42.45   | 27      |
| Bieg na 500 m  | Song Hwa-son    | 42.23   | 25      |
| Bieg na 1000 m | Kim Chun-wol    | 1:26.49 | 33      |
| Bieg na 1000 m | Song Hwa-son    | 1:25.80 | 30      |
| Bieg na 1000 m | Chong Chang-suk | 1:25.10 | 26      |
| Bieg na 1500 m | Song Hwa-son    | 2:15.87 | 31      |
| Bieg na 1500 m | Kim Chun-wol    | 2:14.87 | 29      |
| Bieg na 1500 m | Chong Chang-suk | 2:11.06 | 22      |